# Kaatsheuvel
Kaatsheuvel – miasto w Holandii w prowincji Brabancja Północna, stolica gminy Loon op Zand. W 2008 roku miasto liczyło 16 280 mieszkańców. 

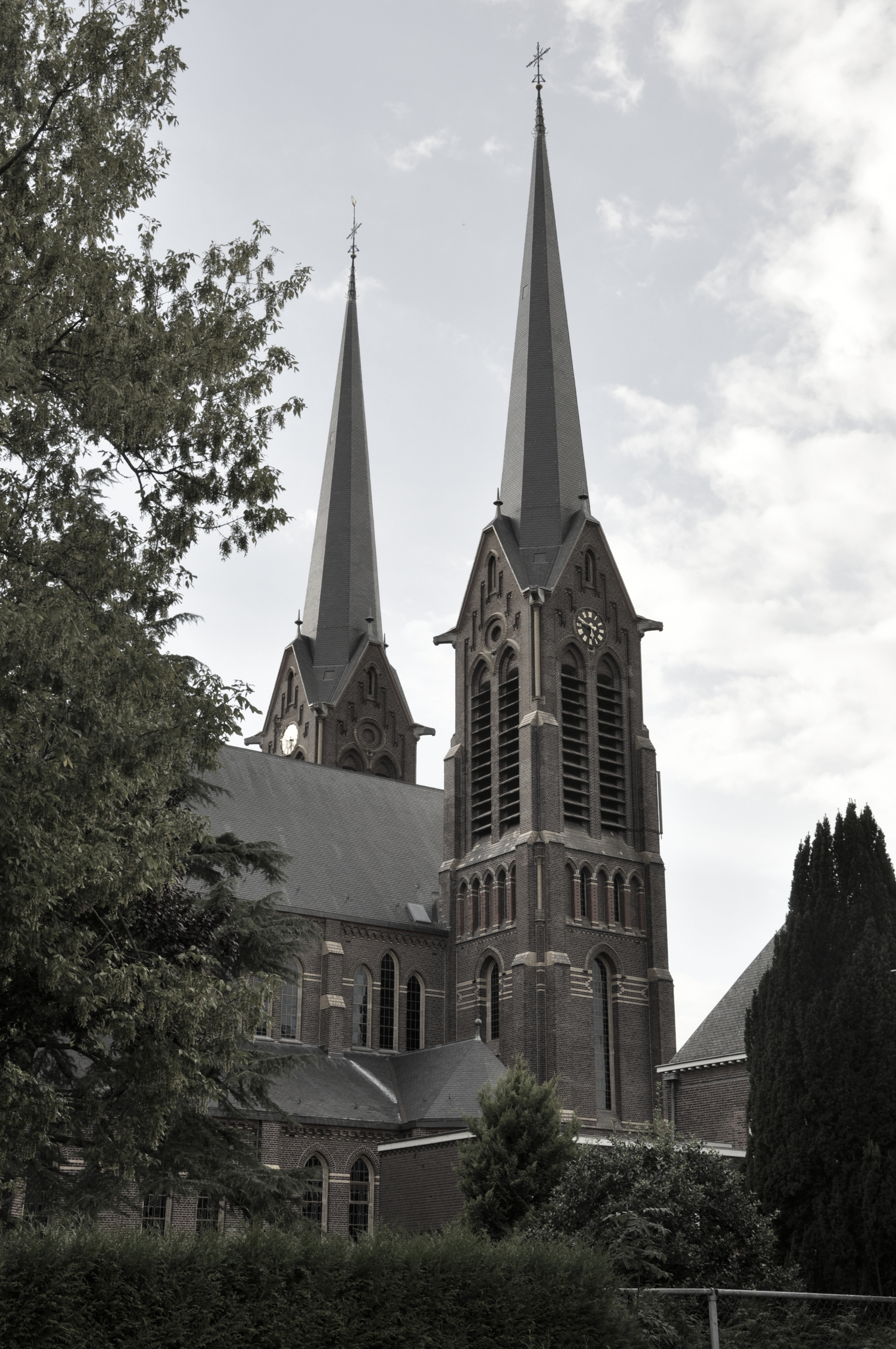
Kościół Jana Chrzciciela

W mieście znajduje się największy w Holandii park rozrywki, Efteling. Są tam dwa wiatraki: Couwenbergh (1849) oraz Eendragt (1870). W 1913 roku poświęcony został neogotycki kościół Jana Chrzciciela. 

## Gospodarka
Pierwsza wzmianka o mieście pojawiła się w 1506 roku pod nazwą Ketshovel. Do 1600 roku mieszkańcy wydobywali torf. W 1950 roku Kaatsheuvel stanowiła jedną piątą holenderskiej produkcji obuwia. Mimo że zamknięto wiele fabryk w 2010 roku nadal istniało ich dużo:
- Anbika, Gasthuisstraat
- Van Beers, Monseigneur Volkerstraat
- Beniamino, Engelsestraat 4
- Eras, Erasstraat
- Jeanne-Marie, Engelsestraat 1
- Neskrid, Luxemburgstraat
- Van der Putten, Bevrijdingsweg
- Veroka (Vesters en Roestenberg), Roestenbergstraat
- Van Wezel, Antoniusstraat